# 哈金斯鎮區 (密蘇里州金特里縣)
哈金斯鎮區（英語：Huggins Township）是位於美國密蘇里州金特里縣的一個行政鎮區。

## 地方資料
哈金斯鎮區的面積為77.98平方千米，皆為陸地。根據2020年美國人口普查的數據，當地共有人口129人，而人口密度為每平方千米1.65人。